# Julien Stevens
Julien Stevens (Mechelen, 25 februari 1943) is een voormalig Belgisch wielrenner die prof was van 1963 tot 1977. Stevens reed het grootste deel van zijn carrière in dienst van andere renners, zoals Rik Van Steenbergen, Rik Van Looy en Eddy Merckx. In 1968 werd hij Belgisch kampioen op de weg. In 1969 kreeg hij op het wereldkampioenschap wielrennen in Zolder samen met de Nederlander Harm Ottenbros een vrijgeleide van het peloton met de topfavorieten Adorni, Van Looy en Merckx. Hij werd echter op de meet geklopt door Ottenbros. Daarnaast was Stevens actief in het baanwielrennen.

## Belangrijkste overwinningen
1966
- 5e etappe Ronde van Catalonië

1968
- Belgisch kampioen op de baan, Achtervolging, Elite
- Belgisch kampioen op de weg, Elite
- GP Pino Cerami

1969
- 8e etappe Ronde van Zwitserland
- 2e etappe Ronde van Frankrijk

1971
- Zesdaagse van Milaan (met Eddy Merckx)

1972
- Zesdaagse van Vlaanderen-Gent (met Patrick Sercu )
- Zesdaagse van Montreal (met Norbert Seeuws)

1973
- Zesdaagse van Milaan (met Patrick Sercu)
- Belgisch kampioen op de baan, Omnium, Elite
- Belgisch kampioen op de baan, Ploegkoers, Elite

1974
- Zesdaagse van Vlaanderen-Gent (met Graeme Gilmore)
- 5e etappe deel a Ronde van België

1975
- 19e etappe Ronde van Spanje

1976
- Belgisch kampioen op de baan, Halve Fond, Elite

## Resultaten in voornaamste wedstrijden
| Jaar | Ronde van Italië | Ronde van Frankrijk | Ronde van Spanje |
| ---- | ---------------- | ------------------- | ---------------- |
| 1965 |                  | opgave              |                  |
| 1966 |                  | buiten tijd         |                  |
| 1967 | opgave           |                     |                  |
| 1968 |                  |                     |                  |
| 1969 |                  | 72e (1)             |                  |
| 1970 |                  | opgave              |                  |
| 1971 |                  | 90e                 |                  |
| 1972 | opgave           |                     |                  |
| 1973 | 108e             |                     |                  |
| 1974 |                  |                     | 34e              |
| 1975 |                  |                     | 46e (1)          |
| 1977 |                  |                     | 52e              |

| Jaar | Milaan-San Remo | Gent-Wevelgem | Ronde van Vlaanderen | Parijs-Roubaix | Amstel Gold Race | Brabantse Pijl | Kuurne-Brussel-Kuurne | E3 Harelbeke |  | WK op de weg |
| ---- | --------------- | ------------- | -------------------- | -------------- | ---------------- | -------------- | --------------------- | ------------ |  | ------------ |
| 1965 |                 |               |                      |                |                  |                |                       |              |  |              |
| 1966 |                 |               | 32e                  | 36e            |                  |                |                       |              |  |              |
| 1967 |                 |               |                      |                | 30e              |                |                       |              |  |              |
| 1968 |                 | 40e           | 36e                  | 31e            |                  |                |                       |              |  | opgave       |
| 1969 | 19e             |               | 11e                  |                |                  |                | 5e                    |              |  | ↑            |
| 1970 | 38e             | 6e            | 20e                  |                |                  | 9e             |                       | 5e           |  |              |
| 1971 |                 |               |                      |                |                  |                |                       |              |  |              |
| 1972 |                 | 39e           | 59e                  | 20e            |                  |                |                       |              |  |              |
| 1973 | 77e             |               |                      |                |                  | 9e             |                       |              |  |              |
| 1974 |                 |               |                      | 31e            |                  |                |                       |              |  |              |
| 1975 | 78e             |               |                      |                | 35e              |                |                       |              |  |              |
| 1977 |                 |               |                      |                |                  |                |                       |              |  |              |

Wielerploegen van Julien Stevens
Bosmans ·
Covens ·
De Boever ·
De Breucker ·
Decabooter ·
De Muynck ·
De Wilde ·
De Wolf ·
Deferm ·
Demaer ·
Demunster ·
Haelterman ·
Haleydt ·
Ivens ·
Janssens ·
Joosen ·
Lelangue · 
Lykke ·
Proost ·
Scherens ·
Schreel ·
Scrayen ·
Seneca ·
Severeyns ·
Seynaeve ·
Sterckx ·
Stevens ·
Storms ·
Van Aerde ·
Van Coningsloo (vanaf 28/03) ·
Van Damme ·
Van De Kerckhove · 
Van Den Bossche ·
Van Steenbergen ·
Vanderbist ·
Wouters
Baguet ·
Borremans ·
Bosmans ·
Covent ·
Decabooter ·
De Muynck ·
De Pauw ·
De Thaey ·
De Wolf ·
Deferm ·
Delvael ·
Denson ·
Derboven ·
Desmet ·
Lelangue ·
Lykke ·
Maes ·
Proost ·
Schroeders ·
Scrayen ·
Sels ·
Sorgeloos · 

Stevens ·
Van Aerde ·
Van Damme (tot 31/07) ·
Van De Kerckhove · 
Van Looy ·
Van Steenbergen ·
Van Vreckom ·
Vanderbist ·
Wouters
Baguet ·
Ballegeer ·
De Pauw ·
De Wolf ·
Decraeye ·
Delvael ·
Derboven ·
A. Desmet ·
H. Desmet ·
Himpe ·
Jaroszewicz ·
Lykke ·
Maes ·
Mathy ·
Merckx ·
Peelen ·
Planckaert ·
Schroeders ·
Scrayen ·
Sels ·
Seneca ·
Sercu ·
Severeyns ·
Sorgeloos · 
Staldeur ·
Stevens ·
Van Aerde ·
Van De Kerckhove · 
Van Looy ·
Van Steenbergen ·
Van Vreckom ·
Vandecaveye
Baguet ·
Ballegeer ·
Buysse ·
Daems ·
De Pauw ·
De Pré ·
De Sitter ·
De Wolf ·
Delaere ·
Delvael ·
Derboven ·
Desmet ·
Himpe ·
Hoskens ·
Janssen ·
Jaroszewicz ·
Lelangue ·
Lykke ·
Maes ·
Mattheus ·
Monteyne ·
Poppe ·
Post ·
Scrayen ·
Seeuws ·
Sels ·
Sercu ·
Sorgeloos · 
Stevens ·
Van Aerde ·
Van Hout ·
Van Looy ·
Van Maele ·
Van Steenbergen ·
Van Vreckom ·
Vanden Berghen ·
Verkindere
Antheunis ·
Bailetti ·
Brands ·
Conti ·
De Rosso ·
Delocht ·
Desaymonet ·
Di Caterina ·
Farisato ·
Merckx ·
Mintjens ·
Opdebeeck ·
Re ·
Reybrouck ·
Scandelli ·
Scheers ·
Sercu ·
Soave ·
Spruyt ·
Stevens ·
Swerts ·
Van De Kerckhove ·
Van Den Bossche ·
Van Schil ·
Van Sweevelt ·
Vandenberghe ·
Vrijders
Antheunis ·
Bruyère ·
Campagnari ·
Delocht ·
Desaymonet ·
Di Caterina ·
Farisato ·
Hermie ·
Huysmans ·
Kindt ·
Merckx ·
Mintjens ·
Monty ·
Re ·
Scandelli ·
Scheers ·
Spruyt ·
Stevens ·
Swerts ·
Van De Vijver ·
Van Schil ·
Vandenberghe ·
Zilioli
Antheunis ·
Barras ·
Basso ·
Bellini ·
Bruyère ·
Castelletti ·
Deschoenmaecker ·
Favaro (vanaf 01/04) ·
Huysmans ·
Merckx  ·
Mintjens ·
Santambrogio ·
Spruyt ·
Stevens ·
Swerts ·
Tosello ·
Tumellero ·
Van Coningsloo ·
Van Den Bossche ·
Van Der Linden ·
Van Lint ·
Van Schil ·
Vanspringel ·
Wagtmans
Baldan ·
De Lillo ·
De Vlaeminck ·
Di Caterina ·
Dominoni ·
Fezzardi ·
Fusar Imperatore ·
Maggioni ·
Morotti ·
Passuello ·
Pecchielan ·
Ritter ·
Rota ·
Sercu ·
Stevens ·
Tumellero ·
Turrini ·
Van Lint ·
Vianelli
Bertoglio ·
Borghetti ·
Claes ·
E. De Vlaeminck ·
R. De Vlaeminck ·
Fontana ·
Lualdi ·
Passuello ·
Pecchielan ·
Rota ·
Sercu ·
Stevens ·
Turrini ·
Van Lint ·
Vianelli
Abelshausen ·
Aerts ·
Barras ·
Borguet ·
Bourguignon ·
Delcroix ·
Gilmore ·
Govaerts ·
Gysemans ·
Hermie ·
Hooyberghs ·
In 't Ven ·
Jacobs ·
van Katwijk ·
Laurens ·
Loysch ·
Naegels ·
Peeters ·
Planckaert ·
Renier ·
Reyniers ·
Steegmans ·
Stevens ·
Swerts ·
Van De Vijver ·
Van Der Linden ·
A. Van Linden ·
R. Van Linden ·
Verhaegen ·
Verreydt
Abelshausen ·
Aerts ·
Borguet ·
De Gendt ·
Delcroix ·
Gilmore ·
Govaerts ·
Gysemans ·
Hermans ·
In 't Ven ·
Jacobs ·
Laurens ·
Loysch ·
Naegels ·
L. Peeters ·
V. Peeters ·
Planckaert ·
Renier ·
Steegmans ·
Stevens ·
Swerts ·
Van De Vijver ·
Vantyghem ·
Verhaegen ·
Verreydt
David ·
De Bal ·
De Gendt ·
Delcroix ·
Godefroot ·
Govaerts ·
E. Gysemans ·
J. Gysemans ·
Jacobs ·
Laurens ·
Naegels ·
Opdebeeck ·
L. Peeters ·
W. Peeters ·
Pevenage ·
Renier ·
Schepmans ·
Stevens ·
Van Damme ·
Van De Vijver ·
Van der Stappen ·
Van Sweevelt ·
Verbeeck ·
Verstraeten ·
Vögele ·
Wright